# Traité de Londres (1863)
Pour les articles homonymes, voir Traité de Londres.
Le traité de Londres du 5 juin 1863 est une convention internationale signée par les représentants des puissances protectrices de la Grèce (Royaume-Uni, France et Russie) et du Danemark visant à reconnaître l'élection du prince Guillaume de Danemark sur le trône hellénique et la cession à la Grèce des Îles Ioniennes.

## Principales clauses du traité
Le protocole n°3 du traité reconnaît l'élection du prince Guillaume de Danemark, désormais connu sous le nom de « Georges Ier de Grèce » et présente les conditions de la succession.
Les principaux éléments du traité sont les suivants :
- Les articles 1 et 2 concernent les garanties financières concédées au nouveau souverain. Celui-ci doit recevoir, chaque année, 10 000£ tirées du revenu des îles Ioniennes ainsi que 12 000£ cédées par les puissances protectrices afin de compléter sa liste civile[2].
- L'article 3 stipule que les héritiers du nouveau roi doivent être élevés dans la religion orthodoxe[2].
- L'article 4 établit que Georges Ier et ses descendants conservent leurs titres danois mais que la réunion des couronnes grecque et danoise est à tout jamais interdite[2].

## Source
- (fr) Édouard Driault et Michel Lhéritier, Histoire diplomatique de la Grèce de 1821 à nos jours. Tomes III, Paris, PUF, 1926. (lire ligne)